# Jean du Doucet
Jean du Doucet (né à Cussac le 3 octobre 1665 - mort à Belley le 4 février 1745) est un ecclésiastique qui fut évêque de Belley de 1712 à 1745.

## Biographie
Jean du Doucet, est aussi nommé du Dousset selon Armand Jean, Catholic-hierarchy.org restant sur l'expectative.  
Docteur en théologie, réputé pour sa charité, il est nommé évêque de Belley en 1712. Il est consacré par Louis-Antoine de Noailles, l'archevêque de Paris. Il participe au « Concile d'Embrun » en 1727 et condamne Jean Soanen. Il est pourvu en commende de l'abbaye Notre-Dame de la Grainetière au diocèse de Luçon en mai 1729. Avant de mourir, il lègue tous ses biens à l'Hôtel-Dieu à l'exception d'une somme destinée au Collège pour financer l'éducation des jeunes clercs.